# París-Roubaix 1921
La 22.ª París-Roubaix tuvo lugar el 27 de marzo de 1919 y fue ganada por segunda vez por el francés Henri Pélissier. 

## Clasificación final
| Posición | Ciclista          | Equipo      | Tiempo         |
| -------- | ----------------- | ----------- | -------------- |
| 1        | Henri Pélissier   | La Sportive | 9 h 2 min 30 s |
| 2        | Francis Pélissier | La Sportive | a 40 s         |
| 3        | Léon Scieur       | La Sportive | a 42 s         |
| 4        | René Vermandel    | -           | a 45 s         |
| 5        | Romain Bellenger  | Peugeot     | a 1 min 55 s   |
| 6        | Paul Deman        | -           | a 2 min 18 s   |
| 7        | Hector Tiberghien | -           | a 3 min 28 s   |
| 8        | Félix Goethals    | -           | a 4 min 45 s   |
| 9        | Émile Masson      | Alcyon      | a 7 min 55 s   |
| 10       | Alfred Steux      | -           | a 8 min 39 s   |